# Justin Scoggins
Justin Scoggins, född 2 maj 1992 i Spartanburg, är en amerikansk MMA-utövare som sedan 2013 tävlar i organisationen Ultimate Fighting Championship.